# Arachnopusia pusae
Arachnopusia pusae is een mosdiertjessoort uit de familie van de Arachnopusiidae. De wetenschappelijke naam van de soort is voor het eerst geldig gepubliceerd in 1955 door Marcus.